# N 180B
N 180B és una nebulosa d'emissió situada en el Gran Núvol de Magalhães.